# Альфредо Маццоні
Альфредо Маццоні (італ. Alfredo Mazzoni, 23 лютого 1908, Карпі — 27 липня 1986, Модена) — італійський футболіст, що грав на позиції нападника. По завершенні ігрової кар'єри — тренер.
Виступав, зокрема, за клуби «Модена», «Дженова 1893» та «Рома».

## Ігрова кар'єра
У дорослому футболі дебютував 1924 року виступами за команду «Модена», в якій провів сім сезонів, взявши участь у 150 матчах чемпіонату. У складі «Модени» був одним з головних бомбардирів команди, маючи середню результативність на рівні 0,36 гола за гру першості. «Модена» вдало виступала в чемпіонаті Італії в роки виступів Маццоні. До створення Серії А в 1920-х роках команди вищого дивізіону ділились на дві групи Північної ліги, а пізніше — Національного дивізіону. В 1925 році клуб посів друге місце в своїй групі, а в 1926 році — третє. В 1928 році «Модена» дійшла до фіналу Кубка КОНІ, втішного турніру для клубів, що не потрапили до фінального турніру національного чемпіонату. Маццоні в 13-ти матчах турніру забив 15 голів, в тому числі, 2 голи у фінальних матчах, де його команда поступилась «Ромі» (0:0, 2:2 і 1:2 в переграванні).
В сезонах 1930 і 1931 років грав у складі «Модени» в новоствореній Серії А, де його клуб займав 10-те і 12-те місця.
В 1931 році приєднався до складу клубу «Дженова 1893». Відіграв за генуезький клуб наступні три сезони своєї ігрової кар'єри. Граючи у складі «Дженови» також здебільшого виходив на поле в основному складі команди. В 1934 році клуб посів 17-те місце і вилетів у Серію В.
Маццоні перейшов до складу «Амброзіани-Інтер». Клуб посів друге місце, хоча Альфредо не був гравцем основного складу, зігравши лише в п'яти матчах. По завершенні сезону 1934/35 повернувся в «Модену», яка на той час уже виступала в серії В. Маццоні забив 11 голів, але це не допомогло команді претендувати на високі місця — лише 11-те місце.
1936 року повернувся до Серії А, уклавши контракт з клубом «Рома». Римська команда невдало виступила у чемпіонаті, опустившись з другого місця на десяте. Краще «Рома» зіграла у Кубку Італії, дійшовши до фіналу. У вирішальній грі римляни з Маццоні в складі програли з рахунком 0:1 «„Дженова 1893“». Наступного сезону Альфредо рідше потрапляв у склад «Роми» і по його завершенні пішов з команди.
Протягом 1938—1942 років захищав кольори клубів «Реджяна» та «Равенна», що виступали у Серії С.
Завершив ігрову кар'єру у команді «Модена», до складу якої повернувся 1944 року в ролі граючого тренера.

## Кар'єра тренера
Розпочав тренерську кар'єру, ще продовжуючи грати на полі, 1939 року, очоливши тренерський штаб клубу «Равенна». Потім граючим тренером працював і у «Реджяні».
1944 року став головним тренером команди «Модена», тренував моденську команду п'ять років.
Згодом протягом 1950—1951 років очолював тренерський штаб клубу «Віченца». 1951 року прийняв пропозицію попрацювати у клубі «Комо». Залишив команду з Комо 1952 року.
Протягом тренерської кар'єри також очолював команду «Чивітановезе», а також входив до тренерських штабів клубів «Равенна», «Брешія» та «Фіорентіна».
Останнім місцем тренерської роботи був клуб «Модена», в якому Альфредо Маццолі працював з молодіжною командою з 1963 по 1974 рік.
Помер 27 липня 1986 року на 79-му році життя у місті Модена.

## Статистика виступів

### Статистика клубних виступів
| Сезон                    | Команда                  | Чемпіонат                | Чемпіонат | Чемпіонат | Національний кубок | Національний кубок | Національний кубок | Континентальні кубки | Континентальні кубки | Континентальні кубки | Усього | Усього |
| Сезон                    | Команда                  | Ліга                     | Ігор      | Голів     | Ліга               | Ігор               | Голів              | Ліга                 | Ігор                 | Голів                | Ігор   | Голів  |
| ------------------------ | ------------------------ | ------------------------ | --------- | --------- | ------------------ | ------------------ | ------------------ | -------------------- | -------------------- | -------------------- | ------ | ------ |
| 1924–25                  | «Модена»                 | ПД                       | 14        | 5         | -                  | -                  | -                  | -                    | -                    | -                    | 14     | 5      |
| 1925–26                  | «Модена»                 | ПД                       | 8         | 1         | -                  | -                  | -                  | -                    | -                    | -                    | 8      | 1      |
| 1926–27                  | «Модена»                 | ЧІ                       | 13        | 3         | КІ + КК            | 1 + 12             | 1 + 10             | -                    | -                    | -                    | 26     | 14     |
| 1927–28                  | «Модена»                 | ЧІ                       | 20        | 8         | КК                 | 13                 | 15                 | -                    | -                    | -                    | 33     | 23     |
| 1928–29                  | «Модена»                 | ЧІ                       | 28        | 15        | -                  | -                  | -                  | -                    | -                    | -                    | 28     | 15     |
| 1929–30                  | «Модена»                 | A                        | 34        | 8         | -                  | -                  | -                  | -                    | -                    | -                    | 34     | 8      |
| 1930–31                  | «Модена»                 | A                        | 33        | 14        | -                  | -                  | -                  | -                    | -                    | -                    | 33     | 14     |
| 1931–32                  | «Дженова 1893»           | A                        | 34        | 11        |                    |                    |                    |                      |                      |                      | 34     | 11     |
| 1932–33                  | «Дженова 1893»           | A                        | 29        | 8         |                    |                    |                    |                      |                      |                      | 29     | 8      |
| 1933–34                  | «Дженова 1893»           | A                        | 32        | 8         |                    |                    |                    |                      |                      |                      | 32     | 8      |
| Усього за «Дженова 1893» | Усього за «Дженова 1893» | Усього за «Дженова 1893» | 95        | 27        |                    |                    |                    |                      |                      |                      | 95     | 27     |
| 1934–35                  | «Амброзіана-Інтер»       | A                        | 5         | 0         |                    |                    |                    |                      |                      |                      | 5      | 0      |
| 1935–36                  | «Модена»                 | B                        | 34        | 11        | КІ                 | 4                  | 0                  | -                    | -                    | -                    | 38     | 11     |
| 1936–37                  | «Рома»                   | A                        | 15        | 3         | КІ                 | ?                  | ?                  |                      |                      |                      | 15     | 3      |
| 1937–38                  | «Рома»                   | A                        | 5         | 0         | КІ                 | ?                  | ?                  |                      |                      |                      | 5      | 0      |
| Усього за «Рому»         | Усього за «Рому»         | Усього за «Рому»         | 20        | 3         |                    |                    |                    |                      |                      |                      | 20     | 3      |
| 1938–39                  | «Реджяна»                | C                        | 32        | 7         |                    |                    |                    |                      |                      |                      | 32     | 7      |
| 1939–40                  | «Равенна»                | C                        | 14        | 2         |                    |                    |                    |                      |                      |                      | 14     | 2      |
| 1940–41                  | «Равенна»                | C                        | 26        | 12        |                    |                    |                    |                      |                      |                      | 26     | 12     |
| 1941–42                  | «Равенна»                | C                        | 30        | 7         |                    |                    |                    |                      |                      |                      | 30     | 7      |
| Усього за «Равенну»      | Усього за «Равенну»      | Усього за «Равенну»      | 70        | 21        |                    |                    |                    |                      |                      |                      | 70     | 21     |
| 1943–44                  | «Модена»                 | ЧІ                       | 3         | 0         | -                  | -                  | -                  | -                    | -                    | -                    | 3      | 0      |
| Усього за «Модену»       | Усього за «Модену»       | Усього за «Модену»       | 187       | 65        |                    | 30                 | 26                 |                      |                      |                      | 217    | 91     |
| Усього за кар'єру        | Усього за кар'єру        | Усього за кар'єру        | 409       | 123       |                    |                    |                    |                      |                      |                      | 439    | 149    |

## Титули і досягнення
- Срібний призер Серії А (1):

«Амброзіана-Інтер»: 1934–1935
- Фіналіст Кубка Італії (1):

«Рома»: 1936–1937
- Фіналіст Кубка КОНІ (1):

«Модена»: 1928